# Tournedos-sur-Seine
Tournedos-sur-Seine település Franciaországban, Eure megyében. Lakosainak száma 99 fő (2018. január 1.).

## Népesség
A település népessége az elmúlt években az alábbi módon változott:
| Lakosok száma | 101  | 106  | 87   | 113  | 135  | 99   | 106  | 100  | 99   | 99   |
|               | 1968 | 1975 | 1982 | 1990 | 1999 | 2011 | 2013 | 2015 | 2017 | 2018 |